# 데브캣 스튜디오
데브캣 스튜디오(devCAT studio)는 대한민국의 게임 개발 스튜디오다. 이름의 유래는 개발자(developer)와 창조성(Creativity)과 진보된 기술(Advanced Technology)의 영문 앞 글자를 합성한 것이다.
2001년 넥슨의 게임 개발팀으로 시작되어 2004년 3월 18일 스튜디오로 승격되었다.
2004년 6월 22일에 대표작인 마비노기를 출시하였다. 2020년 현재 마비노기 모바일을 개발중이며, 2020년 6월 23일 넥슨코리아와 원더홀딩스의 합작법인 형태로 분사를 발표하였다.

## 연혁
2004년 6월 22일, 마비노기 출시.
2009년 8월 11일, 썰매견을 육성하는 MMORPG 허스키 익스프레스를 출시.
2010년 1월 21일, 마비노기 영웅전을 국내 공식 서비스했으며 북미와 중국에도 출시.
2018년 10월 25일, 마블 코믹스의 IP를 이용한 TCG인 마블 배틀라인 출시.
2019년 3월 6일, 아기자기한 스토리와 퍼즐 게임을 접목한 런웨이 스토리를 출시.

## 주요 게임
- 마비노기 시리즈
  - 마비노기 (2004년 서비스 시작)
  - 마비노기 영웅전 (2010년 서비스 시작)
  - 마비노기 2: 아레나 (개발중단)
  - 마비노기 (XBOX 360) (개발중단)
  - 마비노기 듀얼 (2015년 출시)
  - 마비노기 모바일 (현재 개발중)
- 허스키 익스프레스 (2009년 출시, 2011년 서비스 종료)
- 링토스 세계여행 (2014년 안드로이드, iOS 출시)
- 로드러너 1 (2017년 출시)
- 마블 배틀라인 (2018년 출시)
- 어센던트 원 (2019년 출시)
- 런웨이 스토리 (2019년 출시)
- 리비전즈 (2019년 출시)
- 링토스 세계여행

## 주요 인물
- 김동건(나크) 대표

## 같이 보기
- 넥슨
- 위젯 스튜디오
- 로두마니 스튜디오